# Willem Anker
Willem Anker (Citrusdal, 3 februari 1979) is een Zuid-Afrikaans schrijver die in het Afrikaans schrijft. Hij studeerde aan de Universiteit van Stellenbosch, waar hij nu creatief schrijven doceert.  Zijn debuutroman, Siegfried, verscheen in 2007. Zijn meest gerenommeerde werk is Buys, 'n grensroman uit 2014, in 2017 in het Nederlands vertaald onder de titel Buys, een grensroman. Het beschrijft in de ik-vorm het turbulente leven van Coenraad de Buys, een trekboer, rebel en avonturier in de Kaapkolonie. 